# Славутич (футзальний клуб)
Славутич  — український футзальний клуб, який представляв місто Славута Хмельницької області, учасник чемпіонату та кубку України.

## Історія
Футзальний клуб «Славутич» засновано 1992 року в місті Славута. Клуб отримує право участі в кубку країни 1992/93 починаючи з першого відбіркового турніру. Зональні змагання проходять в Славуті, де окрім «Славутича» виступають рівненські «Случ» і «Будівельник», а також харківський клуб ЕХО. У підсумку «Славутич» отримує право продовжити участь в кубку. Другий зональний турнір проходить також у Славуті, де в групі з місцевою командою виявляються «Іскра» (Луганськ), «СКІФ-Сілекс» (Київ), «Станіслав» (Івано-Франківськ), «Україна» (Львів) і «Будівельник» (Рівне). Путівки до фіналу дістаються «Славутичу» й «СКІФ-Сілексу». Матчі фінального турніру проходять в Києві 14-18 червня 1993 року. «Славутич» опиняється в одній групі із запорізькою «Надією», дніпропетровською «Ніке» і харківською «Ритою», і не проходить до півфіналу.
До складу команди, яка вдало виступила в кубку країни, входили Андрій Вишневський, Валентин Юзва, Микола Голуб, Олег Ящук, Олексій Черниш, Ігор Риньков, Євген Мінько, Сергій Печеников, Олег Дикун, Сергій Омельчук, Сергій Вознюк, Євген Стасюк, Петро Шуст. Тренували команду Володимир Заєць й Анатолій Кузьменчук.
Наступного сезону «Славутич» заявляється до вищої ліги чемпіонату України. За результатами першого кола команда не потрапляє до вісімки найкращих команд, які продовжують боротьбу за медалі. У підсумковій таблиці клуб зі Славути займає 13 місце з 16-ти команд-учасниць.
Чемпіонат 1994/95 «Славутич» проводить невдало, посівши останнє, чотирнадцяте місце, і набравши в 26 матчах лише 4 очки. Після цього команда припиняє виступи у кубку й чемпіонаті країни.

## Досягнення
- Вища ліга України
  - 13-те місце (1): 1993/94

## Зала
Домашні матчі «Славутич» проводив у залі СК «Прогрес» у Славуті, яка вміщує 500 сидячих місць.

## Відомі тренери
- Володимир Заєць
- Анатолій Кузьменчук